# Stock Exchange of Thailand
Pour le club de football, voir Stock Exchange of Thailand Football Club.
Le Stock Exchange of Thailand (SET, thaï : ตลาดหลักทรัพย์แห่งประเทศไทย) est la bourse des valeurs de Thaïlande. Fondée en 1975, elle a son siège à Bangkok. Au 31 décembre 2011, 545 entreprises y étaient cotées, pour une capitalisation totale de 8,490 milliards de bahts. Ses principaux indices sont le SET Index, le SET50 Index et le SET100 Index.

## Histoire
Le marché des capitaux moderne s'est développé en Thaïlande en deux phases. Une première bourse, privée, le Bangkok Stock Exchange, a fonctionné de 1962 au début des années 1970. Le deuxième Plan national de développement économique et social (1967-1971) a créé la bourse des valeurs de Thaïlande pour mobiliser des fonds pour soutenir l'industrialisation et le développement économique. Il s'agissait du premier marché des capitaux officiellement autorisé, surveillé et réglementé.

### Le Bangkok Stock Exchange
En 1961, la Thaïlande a lancé son premier plan quinquennal de développement économique et social pour encourager la croissance économique et la stabilité et améliorer le niveau de vie dans le royaume. La bourse a été créée en juillet 1962 par un groupe privé. Celui-ci est ensuite devenu une compagnie à responsabilité limitée et a changé son nom en Bangkok Stock Exchange Co., Ltd. (BSE) en 1963.
En dépit des intentions de ses fondateurs, le BSE n'a pas été une réussite. Son chiffre d'affaires annuel n'a été que de 160 millions de bahts en 1968 et de 114 millions en 1969. Le volume des échanges a continué à décroître, tombant à 46 millions de bahts en 1970 et seulement 28 en 1971. En 1972, les échanges d'obligations avaient atteint 87 millions de bahts, mais les actions continuaient à sous-performer, avec un chiffre d'affaires historiquement bas de 26 millions de bahts. Le BSE finit par cesser toute opération.
On admet généralement que cet échec a été dû au manque de soutien gouvernemental et à la compréhension limitée qu'avaient encore les investisseurs du marché des valeurs.[réf. souhaitée]

### Le Stock Exchange of Thailand
Malgré l'échec du BSE, le concept d'un marché des valeurs organisé et officiellement encouragé avait suscité une attention considérable. Le deuxième Plan national de développement économique et social (1967-1971) a proposé, pour la première fois, un projet d'établissement d'un tel marché, avec des installations et des procédures adaptées.
En 1969, sur les recommandations de la Banque mondiale, le gouvernement s'est adjoint les services du professeur Sidney M. Robbins, de l'Université Columbia, pour étudier les canaux de développement du marché des capitaux thaïlandais. Sidney Robbins avait auparavant été chef économiste à la Securities and Exchange Commission (SEC) aux États-Unis. La même année, la Banque centrale de Thaïlande a formé un groupe de travail sur le développement du marché des capitaux, avec pour tâche d'organiser le marché des actions. Un an plus tard, le professeur Robbins remit un rapport complet titré A Capital Market in Thailand. Ce rapport devint le schéma directeur pour le développement du futur marché des capitaux de Thaïlande.
En 1972, le gouvernement fit un pas de plus dans cette direction en amendant l'Announcement of the Executive Council No. 58 on the Control of Commercial Undertakings Affecting Public Safety and Welfare (annonce no 58 du conseil exécutif sur le contrôle des entreprises commerciales affectant la sécurité et le bien-être public). Les changements étendaient le contrôle et les régulations gouvernementales sur les opérations des entreprises financières et de courtage, qui avaient jusque-là opéré dans une grande liberté. C'est après ces modifications, en mai 1974, que fut enfin promulguée la loi longtemps attendue créant le Securities Exchange of Thailand (SET). À la fin de l'année, des révisions du code des impôts autorisèrent l'investissement de l'épargne sur le marché des capitaux.
En 1975, le cadre législatif de base était donc en place et le 30 avril, le Securities Exchange of Thailand commença officiellement ses activités. Son nom fut changé le 1er janvier 1991 en Stock Exchange of Thailand (SET).
Comme les autres bourses asiatiques, Bangkok a bénéficié au début des années 1990 d'un afflux massif de capitaux étrangers qui se retirent ensuite, déstabilisant la monnaie puis l'économie des pays, et amenant la fin du système de change fixe.

## Indices
Outre le SET Index, calculé à partir des prix de toutes les actions cotées au premier marché, le SET fournit aussi des indices industriels et sectoriels.
Leur méthode de calcul est identique à celle du SET Index, qui est un indice pondéré par capitalisation boursière (plus la capitalisation boursière d'une valeur est élevée, plus son poids relatif augmente dans l'indice). Les indices industriels et sectoriels sont ajustés de la même façon, en tenant compte du passage éventuel d'une action d'un secteur à un autre, ou d'une industrie à une autre. La date de base des indices industriels est le 31 décembre 2003, avec une valeur de 100 points.
Il existe huit indices industriels, divisés en 25 indices sectoriels :
- Industrie agroalimentaire (agriculture, nourriture et boissons)
- Produits de consommation courante (mode, produits de bureau ou pour la maison, produits pour la personne, pharmacie)
- Finance (banque, finance et valeurs, assurance)
- Industrie (automobile, matériaux et machines industriels, emballage, papier et imprimerie, pétrochimie et chimie)
- Immobilier et construction (matériaux de construction, promotion immobilière)
- Ressources naturelles (énergie et services publics, mines)
- Services (commerce, santé, médias et édition, services aux professionnels, tourisme et loisirs, transports et logistique)
- Technologie (composants électroniques, technologies de l'information et de la communication)

## Plus grandes compagnies cotées
10 plus grandes compagnies cotées le 25 juin 2012 :
| Rang | Compagnie                      | Capit. boursière (en millions de bahts) | Secteur                     |
| ---- | ------------------------------ | --------------------------------------- | --------------------------- |
| 1    | PTT                            | 885 452,88                              | énergie et services publics |
| 2    | PTT Exploration and Production | 554 437,56                              | énergie et services publics |
| 3    | Advanced Info Service          | 517 318,59                              | information & communication |
| 4    | Siam Commercial Bank           | 481 885,83                              | banque                      |
| 5    | Kasikorn Bank                  | 384 118,26                              | banque                      |
| 6    | Siam Cement                    | 374 400,00                              | matériaux de construction   |
| 7    | Bangkok Bank                   | 347 409,41                              | banque                      |
| 8    | CP ALL (Charoen Pokphand)      | 316 654,32                              | commerce (7-eleven etc.)    |
| 9    | Charoen Pokphand Foods         | 294 231,79                              | alimentation                |
| 10   | Total Access Communication     | 172 850,20                              | information & communication |